# Randall Park
Pour les articles homonymes, voir Park.
Randall Park est un acteur, humoriste et scénariste américain, né le 23 mars 1974 à Los Angeles.

## Biographie
Né de parents coréens qui immigrent aux États-Unis, Randall Park est diplômé d'un baccalauréat universitaire ès lettres et d'une maîtrise universitaire ès lettres de l'université de Californie à Los Angeles (UCLA). Après ses études, il commence une carrière dans le graphisme.
Son interprétation comique du tyran nord-coréen Kim Jong-un dans le film L'Interview qui tue ! (2014), dans lequel il apparaît aux côtés de Seth Rogen et James Franco, fait de lui une vedette nationale. En 2015, il est nommé au Critics' Choice Television Award du meilleur acteur dans une série télévisée comique pour son rôle de Louis Huang dans Bienvenue chez les Huang. Il fait également des apparitions remarquées dans les films de super-héros Ant-Man et la Guêpe et Aquaman, tous deux sortis en 2018.

## Filmographie

### Acteur

#### Cinéma
- 2005 : Will Unplugged : Kevin
- 2005 : American Fusion : Josh
- 2006 : The Achievers
- 2007 : Universal Remote : l'homme malade et le père asiatique
- 2008 : Fix : Sam
- 2008 : Winged Creatures : un résident
- 2009 : Road to the Altar : François
- 2010 : 41 ans, toujours puceau : Yo' Ass
- 2010 : The Dinner : Henderson
- 2011 : Our Footloose Remake : Ren McCormack
- 2011 : The Good Doctor : le notaire
- 2011 : Il n'est jamais trop tard : Wong le stagiaire
- 2012 : 5 ans de réflexion : Ming
- 2012 : The People I've Slept With : le gars gentil mais chiant
- 2014 : They Came Together : Martinson
- 2014 : Nos pires voisins : Rep
- 2014 : Awesome Asian Bad Guys : Randall
- 2014 : Sex Tape : Edward
- 2014 : L'Interview qui tue ! : Kim Jong-un
- 2015 : Everything Before Us : Randall
- 2015 : Amigo Undead : Kevin Ostrowski
- 2015 : Crazy Amy : Bryson
- 2015 : Mikael : Shawn
- 2015 : Ma mère et moi : Officier Lee
- 2015 : The Night Before : le patron
- 2016 : La Famille Hollar : Dr Fong
- 2016 : Joyeux Bordel ! : Fred
- 2017 : Michael Bolton's Big, Sexy Valentine's Day Special : Blair
- 2017 : The 60 Yard Line : le trapper
- 2017 : Larguées : Michael
- 2017 : Vegas Academy : Coup de poker pour la fac (The House) : Buckler
- 2017 : The Disaster Artist : l'acteur
- 2017 : Lego Ninjago, le film : Chen
- 2017 : Dismissed : M. Sheldon
- 2018 : Ant-Man et la Guêpe (Ant-Man and the Wasp) de Peyton Reed : Jimmy Woo
- 2018 : Aquaman de James Wan : Dr Stephen Shin
- 2019 : Séduis-moi si tu peux ! (Long Shot) : le patron du journal
- 2019 : Always Be My Maybe : Marcus Kim
- 2020 : Valley Girl de Rachel Goldenberg : le principal Evans
- 2023 : Totally Killer de Nahnatchka Khan : le shérif Lim
- 2023 : Ant-Man and the Wasp: Quantumania de Peyton Reed : Jimmy Woo
- 2023 : Aquaman and the Lost Kingdom de James Wan : Dr Stephen Shin
- 2025 : Wild Speed Girl (Eenie Meanie) de Shawn Simmons

#### Télévision
- 2003 : Fastlane : l'homme-pieuvre (1 épisode)
- 2003 : Reno 911, n'appelez pas ! : le postier (1 épisode)
- 2003 : Las Vegas : Jasper (1 épisode)
- 2004 : Alias : le soldat coréen (1 épisode)
- 2005 : Dr House : Brad (1 épisode)
- 2006-2007 : Amour, Gloire et Beauté : un docteur (2 épisodes)
- 2007 : Cold Case : Affaires classées : Manny Kim en 2007 (1 épisode)
- 2008 : ICarly : M. Palladino (1 épisode)
- 2008 : Eli Stone : Chris Kim (1 épisode)
- 2008 : The Apostles : Ettinger
- 2009 : La Nouvelle Vie de Gary : Dr Greenberg (1 épisode)
- 2009 : Larry et son nombril : un médecin (1 épisode)
- 2009-2010 : Ikea Heights : James Melville (7 épisodes)
- 2010-2011 : Svetlana : Dr Park (3 épisodes)
- 2010-2015 : Community : Randall Park (2 épisodes)
- 2011 : Les Experts : Scott Katsu (1 épisode)
- 2011 : A Series of Unfortunate People : Barry et Jay (3 épisodes)
- 2011-2013 : Supah Ninjas : Martin Fukanaga (27 épisodes)
- 2012 : New Girl : Will (1 épisode)
- 2012 : The Office : Steve, le Jim asiatique (1 épisode)
- 2012-2017 : Veep : Danny Chung (13 épisodes)
- 2013 : Mr. Box Office : Larry Kung (1 épisode)
- 2013 : New York Stories : Rudy Giuliani (1 épisode)
- 2013-2014 : The Mindy Project : Dr Colin Lee (3 épisodes)
- 2014 : Robot Chicken : Kim Jong-un (1 épisode)
- 2014 : Newsreaders : Clavis Kim (3 épisodes)
- 2015 : Wet Hot American Summer: First Day of Camp : Jeff (4 épisodes)
- 2015-2020 : Bienvenue chez les Huang : Louis Huang (116 épisodes)
- 2016 : Idiotsitter : Hank (1 épisode)
- 2016 : Childrens Hospital : Jamyang (1 épisode)
- 2016 : Dr. Ken : Gary Chon (1 épisode)
- 2017 : Love : Tommy (2 épisodes)
- 2017 : Angie Tribeca : Dr Moreau (1 épisode)
- 2021 : WandaVision : Jimmy Woo
- 2022 : Blockbuster  : Timmy Yoon
- 2023 : Blue Eye Samurai : Heiji Shindo
- 2025 : La Résidence (série télévisée) : Edwin Park, agent spécial du FBI

### Scénariste
- 2005 : American Fustion
- 2006 : Dr. Miracles
- 2009 : The Food
- 2010 : Dumb Professor
- 2011 : Our Footloose Remake
- 2012 : At Your Convenience
- 2012 : YOMYOMF Short List
- 2013 : Baby Mentalist
- 2019 : Always Be My Maybe

## Voix francophones
En France, Jérémy Bardeau est la voix régulière de Randall Park. En parallèle, Stéphane Fourreau l'a également doublé à cinq reprises.
Au Québec, François-Simon Poirier et Martin Desgagné l'ont doublé respectivement à trois et deux occasions.